# Lex Valeria de provocatione
La lex Valeria de provocatione stabiliva  che all'interno della città di Roma ciascun cittadino avrebbe potuto limitare il potere di imperium dei consoli ricorrendo alla provocatio ad populum. 

## Storia
La legge è attribuita, secondo il dato tradizionale, alla proposta del console Publio Valerio Publicola, console nel 509 a.C. Questo provvedimento avrebbe consentito al cittadino contro cui il magistrato avesse voluto esercitare il proprio imperium di richiedere un giudizio innanzi alle assemblee popolari. 
Per simboleggiare questo mutamento, i littori giravano dentro la città di Roma senza le scuri inserite nei fasci littori, e al riguardo si parlerà di imperium domi. Al di fuori della cerchia cittadina (pomerium), tuttavia, non poteva farsi ricorso alla provocatio ad populum, e il magistrato munito di imperium avrebbe potuto esercitare il proprio potere senza alcun limite, tanto che i suoi littori lo accompagnavano con i fasci completi delle scuri, simbolo del suo imperium militiae.
La tradizione parla anche di una lex Valeria Horatia del 449 sul medesimo argomento, che probabilmente aveva precisato tale diritto dei cittadini romani.

### Critica storiografica
Alcuni storici sostengono che la lex Valeria e la Lex Valeria Horatia sarebbero state una mera congettura degli annalisti e che non si possa parlare di provocatio ad popolum prima del 300 a.C.